# Stašov (okres Svitavy)
Stašov (něm. Dittersbach) je obec v okrese Svitavy v Pardubickém kraji, zhruba 8 až 10 km vjv. od Poličky. Žije zde 262 obyvatel.

## Historie
První písemná zmínka o existenci osady, původním názvem Dittesbach, rozložené podél potoka Křetínky, 8 km jihovýchodně od Poličky, pochází z roku 1557. Jde však o mnohem starší lokalitu, jež ve své jméno dostala po lokatoru Ditrichovi a v níž stával dřevěný gotický kostel (z jeho interiéru pocházela starobylá socha Madony, uchovávaná ještě v roce 1677). V roce 1850 byla příslušenstvím hradu Svojanov, který byl tou dobou majetkem Zárubů z Hustířan. Později připadla k bysterskému panství, kde se poprvé uvádí v roce 1710 a k němuž náležela až do zániku feudalismu (připomeňme, že Bystré vlastnila v letech 1707-1828 říšská hrabata z Hohenembsu).
Dominantou Stašova je mohutná jednolodní stavba kostela Nanebevzetí Panny Marie s třípatrovou hranolovou věží v západním průčelí, vybudovaná v roce 1873, náhradou za barokní svatyni, jež v roce 1856 vyhořela. K chráněným historickým památkám obce náleží také přilehlá fara a dům č.p.5, empírová stavba z počátku 19. století.
Stašov byl v minulosti zčásti zemědělskou osadou, obživu mnohým ze zdejších obyvatel poskytovaly místní, do dnešní doby částečně provozované kamenné lomy.

## Pamětihodnosti
- Kostel Nanebevzetí Panny Marie z roku 1873 - s třípatrovou hranolovou věží v západním průčelí, vybudovaná v roce 1873, náhradou za barokní svatyni, jež v roce 1856 vyhořela.
- Pomník obětem 1.světové války - symbolický pomník znázorňuje pískovcové sousoší vojáka shlížejícího na ženu s dítětem, pod nímž je na mohutném šestihranném pylonu se třemi žulovými deskami vytesáno celkem 64 jmen občanů obce, kteří zahynuli v boji nebo v důsledku aktivní účasti během 1. světové války. Autor pomníku A. komárek z Letovic, pomník byl odhalen 13. června roku 1926.
- K chráněným historickým památkám obce náleží také přilehlá fara a dům č.p.5, empírová stavba z počátku 19. století.
- Železný kříž s kamenným podstavcem při silnici mezi Stašovem a Rohoznou (blíž) z r. 1887 (název obce Dittersbach).
- Železný kříž s kamenným podstavcem při okraji silnice mezi Stašovem (blíž) a Rohoznou z roku 1886.

## Galerie

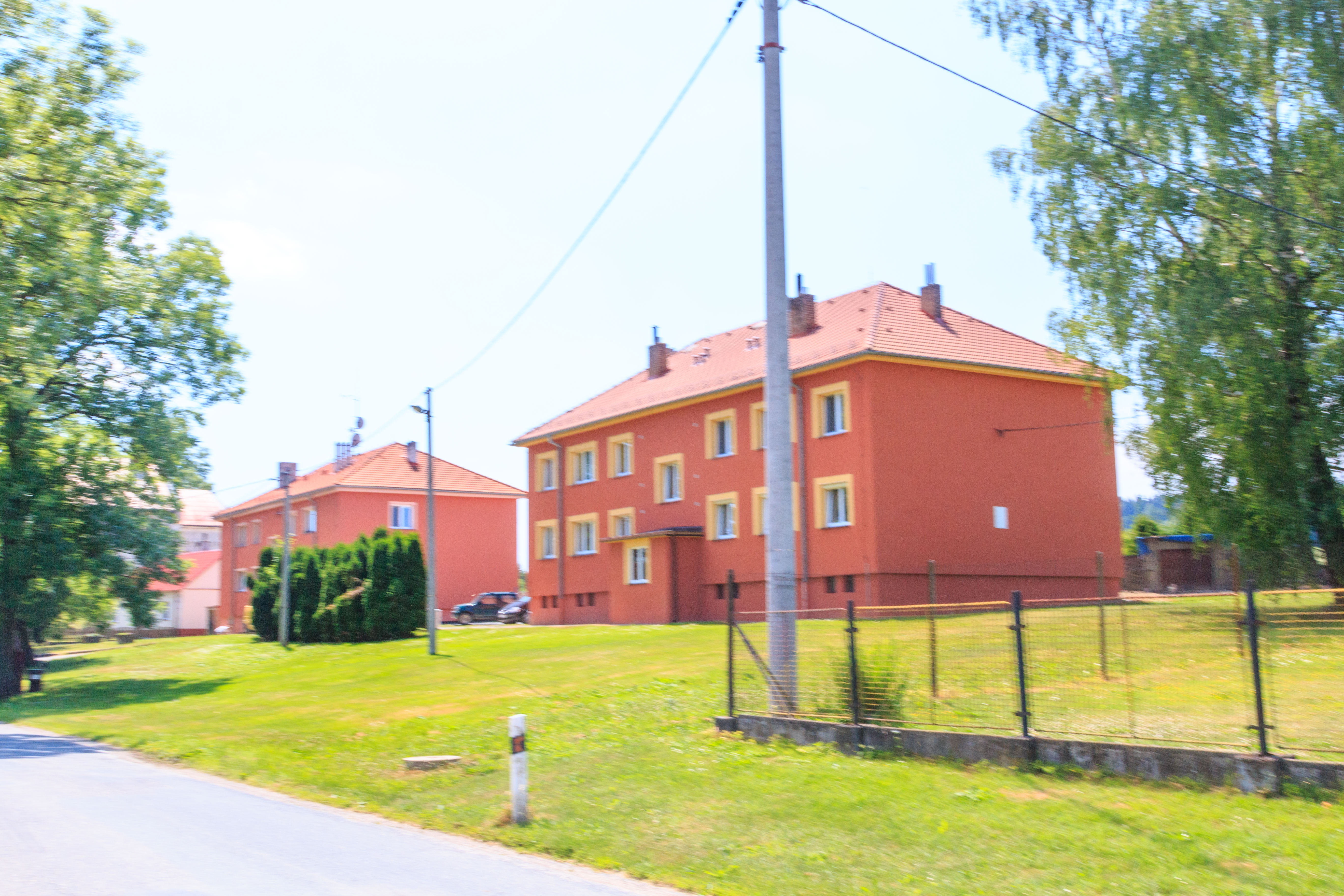
Dům čp. 2
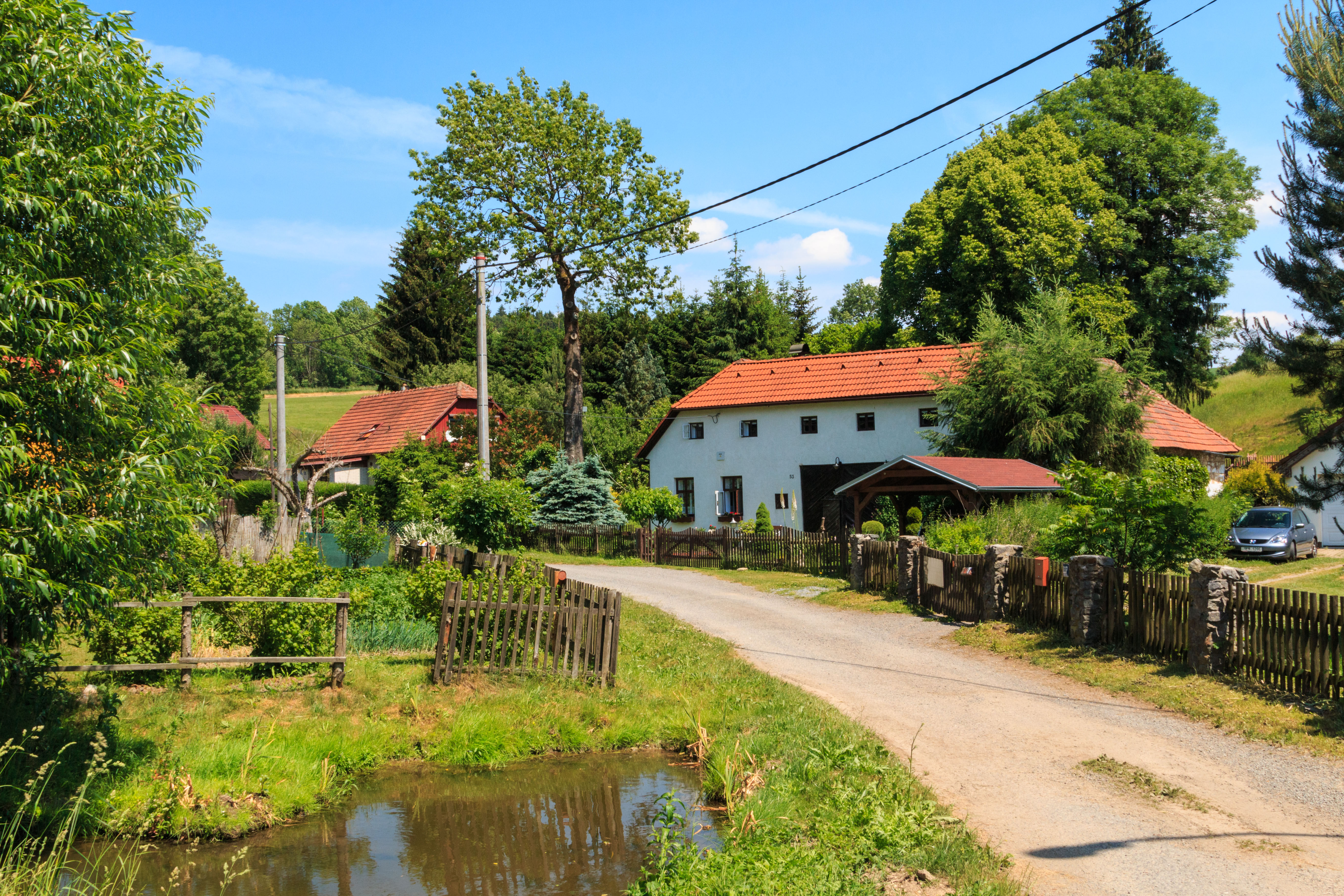
Dům čp. 219
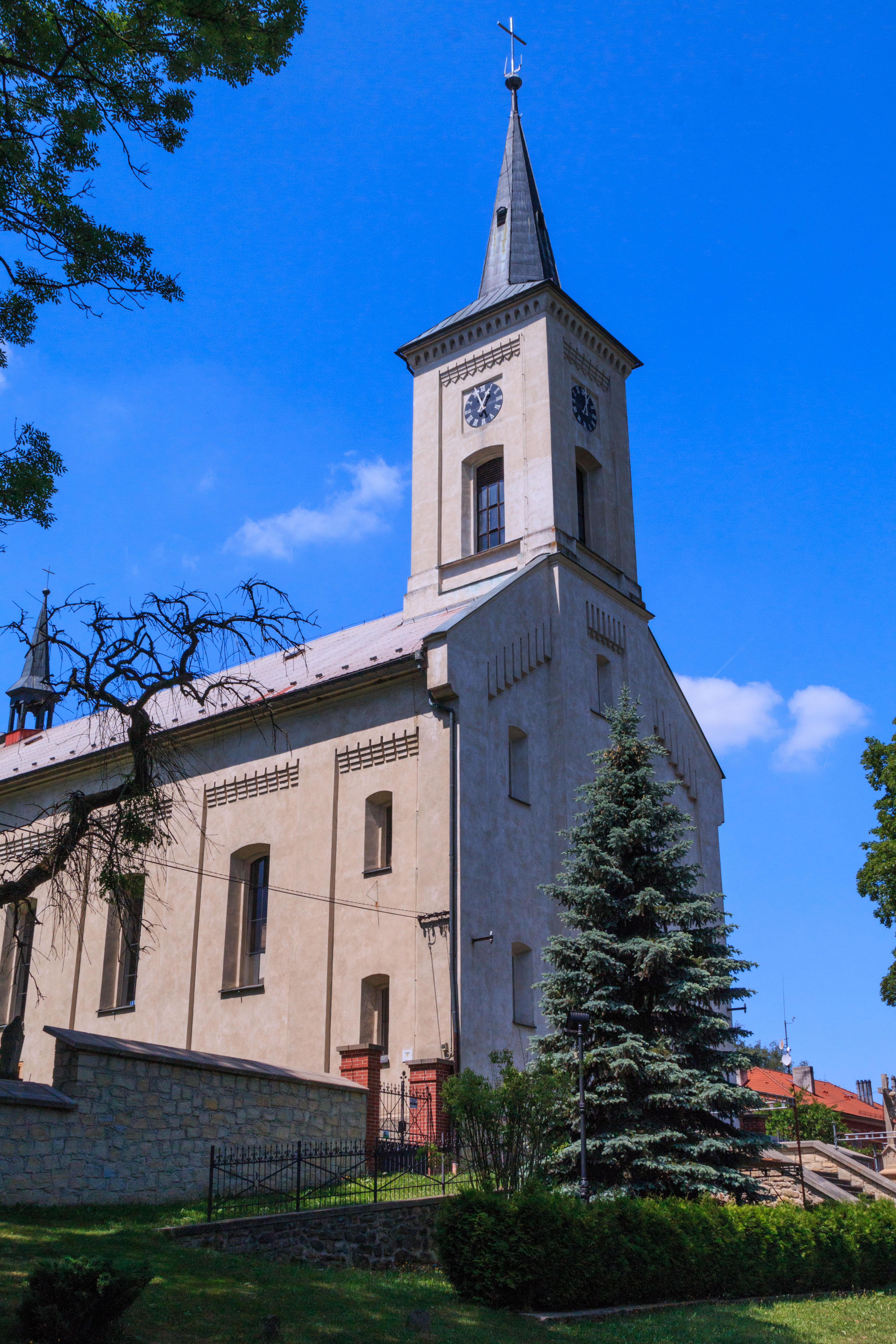
Kostel
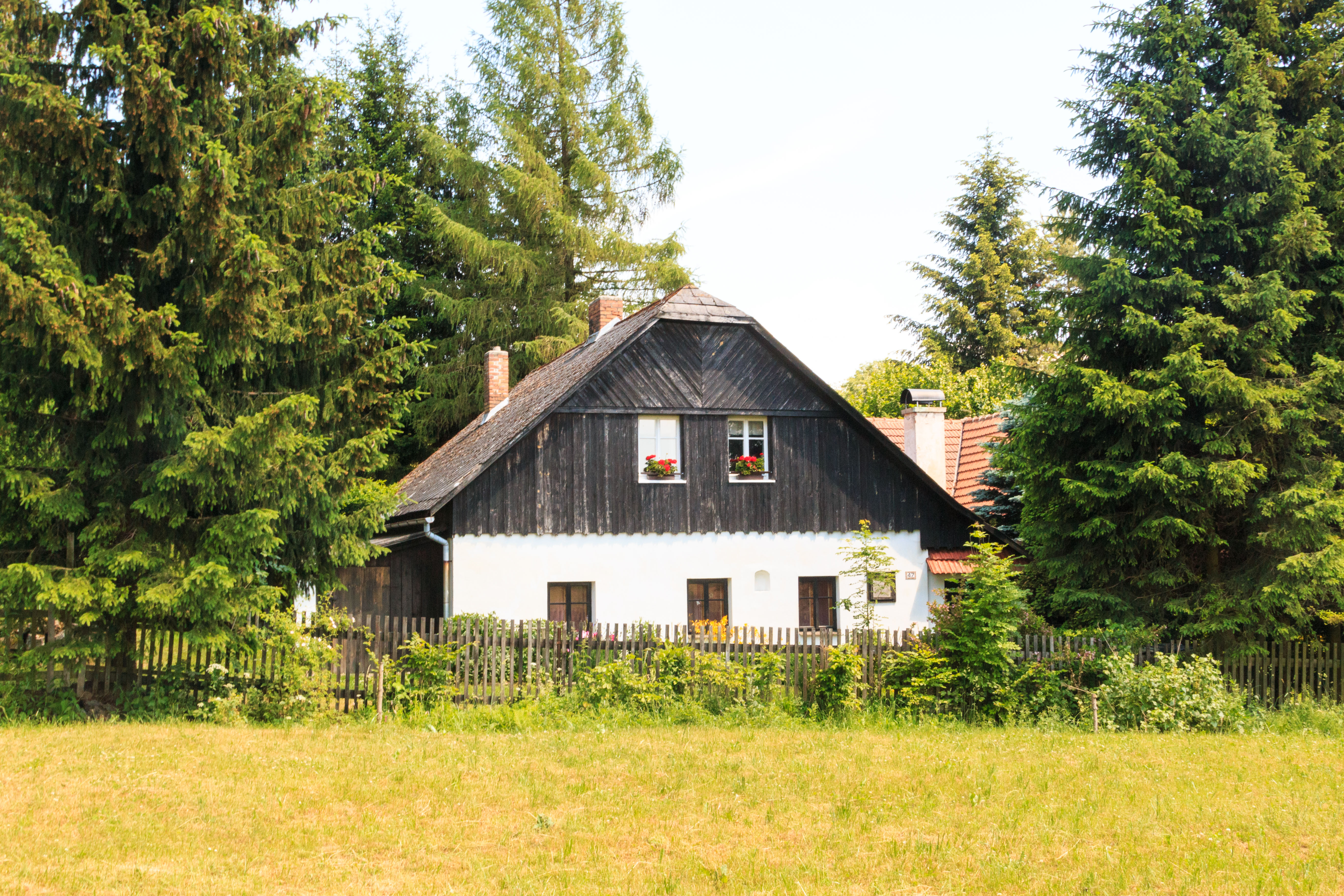
Dům čp. 47